# ボビー・ジョーンズ (1951年生のバスケットボール選手)
ロバート・クライド・"ボビー"・ジョーンズ（Robert Clyde "Bobby" Jones, 1951年12月18日 - ）は、アメリカ合衆国の元プロバスケットボール選手。身長206cm、体重95kg。ポジションはパワーフォワード。1970年代から80年代にかけてプロリーグのABA及びNBAでプレーし、リーグを代表するディフェンダーとして活躍した。NBAシックスマン賞の初代受賞者として知られる。2019年にバスケットボール殿堂入りを果たした。

## 生い立ちと学生時代
ジョーンズは1951年、ノースカロライナ州シャーロットに生まれた。父は1947年のNCAAトーナメントで準優勝したオクラホマ大学のメンバーであり、兄も高校で州のオールチームに選ばれるなどバスケットボール一家であった。ジョーンズ自身は物静かな子供であり、外で遊ぶのを好まなかったという。しかし背が高かったことから、渋々ながら地元の教会のチームでプレーさせられた。中学時代には、ドリブルやシュートが上手くなかったため、試合に出たときはリバウンドやディフェンス、パスに集中した。このことが、後のディフェンダーとしての素質と、アンセルフィッシュなプレースタイルを磨くことに繋がったという。
高校時代には陸上競技に熱中し、棒高跳で2度州のタイトルを獲得、州の新記録も樹立した。一方でバスケットボールの才能も開花させ、2年次にはシャーロットの年間最優秀選手賞に輝き、最終学年でチームを州のチャンピオンに導いた。この活躍により、ジョーンズは複数の大学から勧誘を受け、最終的に地元の名門ノースカロライナ大学に進学した。
大学では名将ディーン・スミスのもとで主力選手として活躍し、2年次の1972年にはファイナル4進出に貢献した。同年、ミュンヘンオリンピックのアメリカ代表にも選ばれたが、アメリカは決勝でソ連に敗れて銀メダルに終っている。3年次にはABAのカロライナ・クーガースからプロ入りを打診されたが、心理学の学位を取得するために断って大学に残った。4年次には平均16.1得点を上げてオールアメリカ2ndチームに選出され、卒業後1974年のNBAドラフトにおいて全体5位でヒューストン・ロケッツより指名を受けた。

## プロキャリア

### ABA
当時ABAのデンバー・ナゲッツでヘッドコーチを務めていたラリー・ブラウンは、かつてカロライナ・クーガース時代にジョーンズを勧誘したことがあり、ようやく大学を卒業した彼を獲得するために全力を傾けた。ジョーンズは既にロケッツに指名されていたが、ブラウンはロケッツを上回る7年140万ドルの契約を提示し、獲得に漕ぎ着けた。こうしてジョーンズはABAでプロデビューを飾ることとなった。
ジョーンズは1年目から全試合に出場し、平均14.8得点にリーグ首位となるフィールドゴール成功率.604を記録してオールルーキー1stチームに選出された。さらに新人ながらオールディフェンシブ1stチームにも輝き、リーグ屈指のディフェンダーであることを証明した。ナゲッツはリーグ首位の65勝を記録したが、プレーオフではディビジョン決勝で敗れた。
2年目の1975-76シーズン、スターセンターのダン・イッセルに大物新人のデイヴィッド・トンプソンを加えたチームは、2年連続でリーグトップの成績を収めた。ジョーンズは平均14.9得点を上げ、2年連続でオールディフェンシブ1stチームに選出されるとともに、自身初となるオールスターとオールABA2ndチームにも名を連ねた。またフィールドゴール成功率.581は前年に続きリーグ1位であった。ナゲッツはプレーオフも勝ち抜いてABAファイナルに進出したが、ジュリアス・アービング擁するニューヨーク・ネッツに敗れた。
シーズン終了後、財政難に陥っていたABAはNBAに吸収合併されることが決定した。それに伴い一部の球団と多くのABA選手がNBAに移籍することとなり、ナゲッツもその中に含まれていた。こうしてジョーンズはナゲッツの一員として、NBAキャリアをスタートさせた。

### NBA

#### デンバー・ナゲッツ
ジョーンズは新天地のNBAでも変らず活躍を続けた。NBA1年目の1976-77シーズンにはキャリアハイとなる15.1得点を記録してオールスターに選ばれ、今後8年連続で名を連ねることとなるオールディフェンシブ1stチームにも選出された。ABAから移籍した他の球団が成績不振に苦しむ中、トンプソン、イッセル、ジョーンズらを擁したナゲッツは50勝をあげてディビジョン優勝を飾り、NBAでも強豪として通用することを証明した。ジョーンズは翌1977-78シーズンにも2年連続となるオールスター、オールディフェンシブ1stチーム選出を果たし、フィールドゴール成功率.578はリーグ1位であった。ナゲッツは前年に引き続きディビジョン優勝を成し遂げ、プレーオフでもカンファレンス決勝まで進出するなど、球団の未来は明るいかのように見えた。
しかし、ナゲッツの経営陣は、ジョーンズが抱えていた健康問題（後述）によって、彼のプレーに制限がかかる可能性を危惧していた。そのためチームの将来性を考え、ジョーンズをトレードすることを決定した。1977-78シーズン終了後、ジョーンズはラルフ・シンプソンとともに、ジョージ・マクギニスとの交換でフィラデルフィア・76ersに移籍した。

#### フィラデルフィア・76ers
当時の76ersは、リーグ最高峰のスター選手であるジュリアス・アービングがエースを務めており、ダリル・ドーキンス、コールドウェル・ジョーンズと強力なフロントコートを構成していた。ジョーンズは充分先発でプレーできる実力を持っていたが、ヘッドコーチのビリー・カニンガムは、あえて彼をシックスマンとして起用することでバランスの取れたチームになると考えた。ナゲッツ時代には大半の試合で先発を務めていたジョーンズは、カニンガムの要請により新たな役割を受け入れ、リザーブ出場でチームに貢献する道を選んだ。
76ersでの最初の2シーズン、ジョーンズはベンチから平均12-13得点をコンスタントに記録し、例年通りオールディフェンシブ1stチームに選ばれた。ジョーンズの加入で選手層により厚みを増した76ersは強豪となり、1979-80シーズンにはファイナルに進出してロサンゼルス・レイカーズと対決したが、最終戦で新人のマジック・ジョンソンに42得点を許して敗退した。
1980-81シーズン、ジョーンズは76ersで最高となる平均13.5得点を記録してオールスターに復帰した。チームは13年ぶりの60勝越えとなる62勝をあげ、プレーオフではカンファレンス決勝でボストン・セルティックスに敗れた。なお、ジョーンズはこのシリーズの最終戦で、ラリー・バードの上から有名なポスタライズ・ダンクを決めている。翌1981-82シーズンはチームの事情によりほとんどの試合に先発出場し、2年連続4度目のオールスター選出を果たした。76ersは2年ぶりにファイナルに進出するも前回同様レイカーズに屈し、優勝にあと一歩及ばない日々が続いた。
1982-83シーズン、トレードで前年MVPのモーゼス・マローンを獲得した76ersは歴史的なシーズンを過ごし、リーグ首位となる65勝を記録した。全試合でベンチ出場ながらチームの快進撃に大きく貢献したジョーンズは、このシーズンに制定されたシックスマン賞の初代受賞者に輝いた。76ersはプレーオフでも圧倒的な強さで勝ち上がり、ファイナルでは宿敵レイカーズをスウィープで下して16年ぶり3度目の優勝を果たした。ジョーンズはオーバータイムにもつれ込んだカンファレンス決勝第1戦で、76ersの勝利を決定づけるスティールを決めるなど、リーグ最高峰のディフェンダーに相応しい活躍を見せた。
念願のリーグ制覇を果たした76ersはその後衰退の道を辿り、ジョーンズも徐々に個人成績が後退していった。1983-84シーズンには前人未到となる8年連続オールディフェンシブ1stチーム入りを成し遂げたが、翌シーズンは2ndチームに留まった。そして1985-86シーズン、34歳になったジョーンズはキャリア最低となる平均7.0得点に終り、プロキャリアで唯一オールディフェンシブチーム選出を逃した。シーズン終了後、ジョーンズは現役引退を表明し、ABA時代と合わせて12年のプロ生活に幕を下ろした。引退から間もなくして、76ersはジョーンズの背番号『24』を永久欠番にすることを発表した。
ABAとNBAを合算した成績は、941試合の出場で通算11,391得点5,739リバウンド（平均12.1得点6.1リバウンド）、フィールドゴール成功率.560であった。

## 引退後
ジョーンズは現役を終えた後、故郷シャーロットに戻り、いくつかの学校でバスケットボールチームの指導を行った。また慈善事業にも積極的に携わっている。2003年には、ナゲッツ時代のチームメイトだったデイヴィッド・トンプソンらとともに、スポーツを通じて恵まれない若者を支援する非営利団体を設立した。
現役引退から33年が経過した2019年、ジョーンズはバスケットボール殿堂入りを果たした。
2020年1月28日、フィラデルフィア・76ersのジョエル・エンビードは、急逝したコービー・ブライアントに敬意を表し、ジョーンズに許可を得た上で球団の永久欠番となっている24番を着用して試合に臨んだ。

## プレースタイル・業績
ボビー・ジョーンズは、NBA史上最も偉大なディフェンダーの1人に数えられている。206cmの長身に長いリーチと跳躍力、粘り強いフットワーク、そして高いバスケットボールIQなど、およそディフェンダーとして理想的な要素を兼ね備えていた。ジョーンズはその能力を最大限に活かしてあらゆる場面で対戦相手を苦しめ、得点を阻止したことで、遂には「国防長官」というニックネームを付けられるに至った。
その卓越した技術に加えて、ジョーンズの名声をより高めたのは、クリーンなディフェンスを身上とする彼のプレースタイルであった。フィジカルコンタクトが多くラフプレーが日常茶飯事だった当時のNBAにおいて、決して腕力に頼ることなく相手を封じ込めていたジョーンズの存在は異質と言ってもよかった。「ラフプレーに頼るぐらいなら引退した方がましだ」と日頃から公言しており、審判の判定に文句をつけることもほとんどなかった。その紳士的な姿勢は高く評価されており、結果的に8年連続（ABA時代も含めると10年連続）オールディフェンシブ1stチーム選出という偉業に繋がった。
ジョーンズはディフェンダーとしての印象が余りにも強いが、オフェンス面でも決して平凡な選手ではなかった。シュート力が特別高くはない代り、無駄なシュートを打つことがなかったため、フォワードの中では得点効率が極めて高かった。キャリアの全シーズンでフィールドゴール成功率52%以上を記録しており、成功率1位にも3度輝いている。また、跳躍力を活かしてたびたび豪快なダンクを決め、観客を大いに沸かせた。
ジョーンズは極めて非利己的なプレースタイルでも知られた。自分のシュートを犠牲にして他の選手にパスを回すことが多く、コーチからもっとシュートを打つようにと言われることも珍しくなかった。それゆえ、ディフェンスやパス、ルーズボールへの飛び込みなど、スタッツに現れにくい部分での貢献が多かった。しかし、ジョーンズはキャリアで1度もプレーオフを逃したことがなく、この事実がチームにとっての彼の重要性を証明していると言える。

## 人物
- ジョーンズの公平無私な人間性は、彼を知る多くの人々から尊敬を集めていた。76ersでともに優勝を勝ち取ったジュリアス・アービングは「もし若者たちにロールモデルを1人示せと言われたならば、私はボビー・ジョーンズを選ぶ」、キャリア序盤でジョーンズとチームメイトであったチャールズ・バークレーは「世界中の誰もがボビー・ジョーンズのような人間だったら、世界には何の問題もないだろう」と語っていた。
- ジョーンズは敬虔なキリスト教徒として知られていた。彼のコート内外における模範的な態度は、その信仰心によるところも大きい。飲酒や喫煙に手を出すことはなく、タイトル獲得で得た賞金などを宗教的慈善団体に寄付することも多かった。
- ジョーンズはキャリアを通じて、持病の喘息やてんかんの発作、慢性心疾患といった健康問題に悩まされていた。それが顕在化したのは大学2年のシーズンを終えた直後で、検査で不整脈が発見されて数週間の休養を余儀なくされ、その後は試合の前に必ず薬を服用しなければならなくなった。ある日には台所で突如発作に襲われ、木製の椅子に頭をぶつけて裂傷を負った。この事件により、ジョーンズはバスケットボールを辞める一歩手前のところまで行ったという。しかしこうした困難を乗り越えてプレーを続けたことで、1983年にはフィラデルフィアにおける最も勇敢なアスリートとして表彰された。

## 個人成績
| *    | リーグ1位       |
| 太字 | キャリアハイ    |
| †    | NBAチャンピオン |

### レギュラーシーズン
| Season   | Team     | GP  | GS  | MPG  | FG%   | 3P%  | FT%  | RPG | APG | SPG | BPG | PPG  |
| -------- | -------- | --- | --- | ---- | ----- | ---- | ---- | --- | --- | --- | --- | ---- |
| 1974-75  | DEN      | 84  | –   | 32.3 | .604* | .000 | .695 | 8.2 | 3.6 | 2.0 | 1.8 | 14.8 |
| 1975-76  | DEN      | 83  | –   | 34.3 | .581* | –    | .698 | 9.5 | 4.0 | 2.0 | 2.2 | 14.9 |
| 1976–77  | DEN      | 82  | –   | 29.5 | .570  | –    | .717 | 8.3 | 3.2 | 2.3 | 2.0 | 15.1 |
| 1977–78  | DEN      | 75  | –   | 32.5 | .578* | –    | .751 | 8.5 | 3.4 | 1.8 | 1.7 | 14.5 |
| 1978–79  | PHI      | 80  | 12  | 28.8 | .537  | –    | .755 | 6.6 | 2.5 | 1.3 | 1.2 | 12.1 |
| 1979–80  | PHI      | 81  | 3   | 26.2 | .532  | .000 | .781 | 5.6 | 1.8 | 1.3 | 1.5 | 13.0 |
| 1980–81  | PHI      | 81  | –   | 25.3 | .539  | .000 | .813 | 5.4 | 2.8 | 1.2 | .9  | 13.5 |
| 1981–82  | PHI      | 76  | 73  | 28.7 | .564  | .000 | .790 | 5.2 | 2.5 | 1.3 | 1.5 | 14.4 |
| 1982–83† | PHI      | 74  | 0   | 23.6 | .543  | .000 | .793 | 4.6 | 1.9 | 1.1 | 1.2 | 9.0  |
| 1983–84  | PHI      | 75  | 0   | 23.5 | .523  | .000 | .784 | 4.3 | 2.5 | 1.4 | 1.4 | 8.3  |
| 1984–85  | PHI      | 80  | 8   | 20.4 | .538  | .000 | .861 | 3.7 | 1.9 | 1.1 | .6  | 7.5  |
| 1985–86  | PHI      | 70  | 42  | 21.7 | .559  | .000 | .786 | 2.4 | 1.8 | .7  | .7  | 7.0  |
| Career   | Career   | 941 | 138 | 27.3 | .560  | .000 | .766 | 6.1 | 2.7 | 1.5 | 1.4 | 12.1 |
| All-Star | All-Star | 5   | 1   | 18.2 | .486  | –    | .714 | 4.8 | 2.0 | .5  | .8  | 8.8  |

### プレーオフ
| Year   | Team   | GP  | GS | MPG  | FG%  | 3P%  | FT%  | RPG | APG | SPG | BPG | PPG  |
| ------ | ------ | --- | -- | ---- | ---- | ---- | ---- | --- | --- | --- | --- | ---- |
| 1975   | DEN    | 13  | –  | 32.9 | .535 | .000 | .775 | 8.5 | 2.9 | .9  | .9  | 13.0 |
| 1976   | DEN    | 13  | –  | 33.2 | .583 | –    | .732 | 8.6 | 4.5 | 1.2 | 1.5 | 13.7 |
| 1977   | DEN    | 6   | –  | 31.2 | .484 | –    | .588 | 5.8 | 3.5 | 2.8 | 2.3 | 12.0 |
| 1978   | DEN    | 13  | –  | 30.0 | .569 | –    | .739 | 7.8 | 2.7 | 1.2 | .7  | 12.8 |
| 1979   | PHI    | 9   | –  | 28.9 | .552 | –    | .846 | 4.8 | 2.1 | .6  | .4  | 13.1 |
| 1980   | PHI    | 18  | –  | 26.1 | .523 | .000 | .855 | 4.8 | 1.7 | 1.2 | 1.8 | 12.9 |
| 1981   | PHI    | 16  | –  | 27.7 | .506 | –    | .830 | 5.5 | 2.1 | 1.1 | 1.3 | 14.7 |
| 1982   | PHI    | 21  | –  | 28.0 | .540 | –    | .840 | 4.7 | 2.5 | .7  | 1.0 | 12.2 |
| 1983†  | PHI    | 12  | –  | 27.0 | .551 | .000 | .850 | 4.8 | 2.8 | 1.3 | 1.5 | 8.6  |
| 1984   | PHI    | 5   | –  | 26.0 | .484 | –    | .947 | 4.6 | 1.8 | .6  | 1.4 | 9.6  |
| 1985   | PHI    | 13  | 11 | 23.8 | .590 | –    | .700 | 3.7 | 1.2 | .9  | 1.2 | 8.2  |
| 1986   | PHI    | 12  | 5  | 27.4 | .527 | .000 | .760 | 2.7 | 2.8 | .8  | 1.2 | 9.7  |
| Career | Career | 151 | 16 | 28.4 | .540 | .000 | .800 | 5.5 | 2.5 | 1.1 | 1.2 | 11.9 |